# Una cena di Natale quasi perfetta
Una cena di Natale quasi perfetta è un programma televisivo, di 10 puntate, andato in onda su Sky Uno dal 9 dicembre 2009 al 10 gennaio 2010. Il programma è ispirato al Canto di Natale di Charles Dickens quindi il Trio Medusa prende spunto dai tre spettri che impaurivano Ebenezer Scrooge.
Il programma è girato in casa, attorno ad un tavolo, addobbato per le festività natalizie, in cui il Trio Medusa intervista vari ospiti. Il trio e l'ospite si riuniscono per cena dove nei panni dell'avvenente governante troviamo Andrea Lehotská. Tra gli ospiti ricordiamo Vladimir Luxuria, Linus, Enrico Brignano, Franco Califano e Katia Ricciarelli..